# Syllis ramosa
Syllis ramosa este o specie de vierme polichet din familia Syllidae⁠(d). Este întâlnit în adâncuri, unde trăiește în țesuturile bureților. A fost primul vierme polichet ramificat care a fost descoperit, fiecare individ având un singur cap și mai multe anusuri.

## Istoric
În perioada 1872-1876, nava HMS Challenger din  Marina Regală a fost utilizată în expediția Challenger pentru a studia și explora oceanele lumii. Unul dintre animalele necunoscute dragate din adâncurile oceanului din apropierea Filipinelor a fost o specie de burete care conținea numeroși viermi ramificați în interiorul cavităților sale. În 1879, unul dintre acești viermi a fost descris oficial de biologul marin scoțian William Carmichael McIntosh, care l-a numit Syllis ramosa. Ramificarea viermilor policheți nu era cunoscută anterior.

## Răspândire
Acest vierme a fost descoperit pentru prima dată trăind comensal cu un burete la o adâncime de aproximativ 250 de metri aproape de Filipine și la o adâncime de 170 de metri în Marea Arafura. Alți viermi ramificați au fost ocazional găsiți în diferite locuri și au fost clasificați drept S. ramosa în ciuda diferențelor subtile de morfologie. Aceștia sunt greu de examinat din cauza dificultății de a îi extrage din țesutul bureților. Cu toate acestea, o nouă specie de vierme ramificat, Ramisyllis multicaudata, a fost descrisă în 2012.

## Ecologie
Capetele celor doi indivizi de S. ramosa aduși la suprafață de către Challenger au fost găsite în bazele bureților de sticlă din clasa Hexactinellida⁠(d). Restul corpurilor viermilor erau în pasajele bureților. Corpurile s-au ramificat în mod repetat, astfel încât fiecare vierme avea un singur cap și mai multe anusuri.
S. ramosa este un vierme „stolonat” și are un ciclu de viață bizar. Porțiunea terminală a unei ramuri este cunoscută sub numele de „Stolon⁠(d)” și dezvoltă un cap suplimentar cu ochi mari și fără gură. Intestinul din această parte a animalului este absorbit, mușchii sunt rearanjați pentru a facilita înotul, iar stolonul devine un recipient de depozitare pentru ouă sau spermă. În perioada de reproducere, stolonul se detașează și înoată la suprafața mării, într-un proces numit „epitochie”. Aici, gameții sunt eliberați și stolonul moare. În tot acest timp, viermele părinte rămâne în siguranță în burete și produce alți stoloni.